# Grand Prix Formule 1 van Mexico-Stad
De Grand Prix van Mexico-Stad is een race uit het Formule 1-kampioenschap die wordt verreden op de Autódromo Hermanos Rodríguez in Mexico-Stad. De race is een voortzetting van de Grand Prix van Mexico onder een andere naam op de kalender. Na kritiek op de kosten die de belastingbetaler jaarlijks aan de race kwijt was aan de Grote Prijs van Mexico besloot een nieuwe organisator onder leiding van de burgemeester van Mexico-Stad, Claudia Sheinbaum, samen met de gemeente Mexico-Stad, de race over te nemen.
De eerste Grand Prix zou eigenlijk gepland al in 2020 plaatsvinden, maar deze werd afgelast vanwege de coronapandemie. Op 7 november 2021 werd de eerste Grand Prix verreden.

## Winnaars van de Grands Prix
| Jaar | Coureur                                        | Constructeur                                   | Circuit                                        | Verslag                                        |
| ---- | ---------------------------------------------- | ---------------------------------------------- | ---------------------------------------------- | ---------------------------------------------- |
| 2024 | Carlos Sainz jr.                               | Ferrari                                        | Autódromo Hermanos Rodríguez                   | Verslag                                        |
| 2023 | Max Verstappen                                 | Red Bull Racing-Honda RBPT                     | Autódromo Hermanos Rodríguez                   | Verslag                                        |
| 2022 | Max Verstappen                                 | Red Bull Racing-RBPT                           | Autódromo Hermanos Rodríguez                   | Verslag                                        |
| 2021 | Max Verstappen                                 | Red Bull Racing-Honda                          | Autódromo Hermanos Rodríguez                   | Verslag                                        |
| 2020 | Grand Prix afgelast vanwege de coronapandemie. | Grand Prix afgelast vanwege de coronapandemie. | Grand Prix afgelast vanwege de coronapandemie. | Grand Prix afgelast vanwege de coronapandemie. |

2021 · 2022 · 2023 · 2024 · 2025 · 2026 · 2027 · 2028